# Christian Aigrinner
Christian Aigrinner (* 30. März 1919 in Thyrnau OT Hörreuth; † 30. Juni 1983 Deggendorf) war ein deutscher Kunstmaler, Graphiker und Buchillustrator.

## Leben und künstlerische Arbeit
Christian Aigrinner war gelernter Maurer und Bauzeichner. In Passau wurde er von Margarete Schneider-Reichel und Hermann Mayrhofer ausgebildet. Ab 1941 arbeitete er als Bühnenmaler. Nach seiner Übersiedlung in die DDR im Jahr 1954 war Aigrinner als Gebrauchsgrafiker, Buchillustrator und von 1957 bis 1960 im Bauwesen tätig. Beeinflusst unter anderem von den Arbeiten von Alfred Kubin, Paul Klee und Wassily Kandinsky arbeitete er überwiegend autodidaktisch.
Sein Leben war ein Kampf um die Anerkennung seiner Kunst. Christian Aigrinner ist wegen seiner Vielseitigkeit künstlerisch schwer einzuordnen. Er vertrat seine Individualität mit der ganzen Kraft seiner Persönlichkeit. Im Jahre 1982 wurde Christian Aigrinner als Künstler anerkannt. Er fand Aufnahme in das „Allgemeine Lexikon der bildenden Künstler von der Antike bis zur Gegenwart“.
Seine bedeutendste Schaffensphase im Spätwerk, von 1955 bis 1983, erlebte Aigrinner in der Thüringer Kleinstadt Berga/Elster. Durch seine Arbeit am Greizer Papiermuseum Satiricum lernte er Japanpapier kennen, das er häufig für seine Grafiken verwendet hat. Durch den Einsatz von Wachs und Textilfarbe gestaltete er zahlreiche Papierbatiken und Aquarelle auf Japanpapier. Für den Verlag Volk und Welt gestaltete Aigrinner zahlreiche Bucheinbände. In den letzten Jahren seines Lebens erblindete der Künstler allmählich. Im Juni 1983 starb Aigrinner in Deggendorf, wo er sich für eine Ausstellung seiner Grafiken aufhielt.
Aigrinner stellte seine Werke in zahlreichen Orten aus, u. a. in Dessau (1974), in Greiz (1974, 1981), in Chemnitz (1975), Quedlinburg (1976) und Deggendorf (1983).
Die erste Werkschau nach seinem Tod wurde 1994 in Greiz im Oberen Schloss gezeigt. Es folgten 2009 und 2014 regionale Ausstellungen in Berga/Elster und Obergeißendorf.

## Werke (Auswahl)
Zahlreiche Kunstsammlungen besitzen Aigrinners Grafiken, Batiken und Zeichnungen, u. a. die Kupferstichsammlung (Berlin),  das Angermuseum (Erfurt), die Hochschule für Angewandte Kunst (Budapest), die Kupferstichsammlung (Dresden) oder das Museum des Kunsthandwerkes (Leipzig). Einige seiner bekanntesten Werke sind:
- Komposition in Farbe (1962)
- Golgatha (1964)
- Der Blaue Berg (1963)
- Die Maske der Königin (1978)
- Die Häuser, 36 Blätter (1981)